# Ferrovia Jesenice-Trieste
La ferrovia Jesenice-Trieste (Wocheinerbahn in tedesco o Bohinjska Proga in sloveno) è una linea ferroviaria internazionale a scartamento ordinario facente parte del complesso della ferrovia Transalpina. Partendo da Trieste, la ferrovia collega la città slovena di Jesenice seguendo l'itinerario per Villa Opicina e Nova Gorica.
La ferrovia, costruita nel periodo in cui i territori attraversati facevano parte dell'Impero austro-ungarico, dalla fine del primo conflitto mondiale risultò ricadere parzialmente in Italia nel tratto tra Trieste Campo Marzio e Piedicolle (ora Podbrdo in Slovenia), mentre dopo il secondo conflitto rimase all'Italia solo il tronco tra Trieste Campo Marzio, Villa Opicina e il valico di Monrupino.
La gestione dell'infrastruttura ferroviaria è di competenza delle Slovenske železnice (Ferrovie slovene, SZ) per quanto riguarda la sezione in territorio sloveno e di Rete Ferroviaria Italiana (RFI) per quella italiana.

## Storia

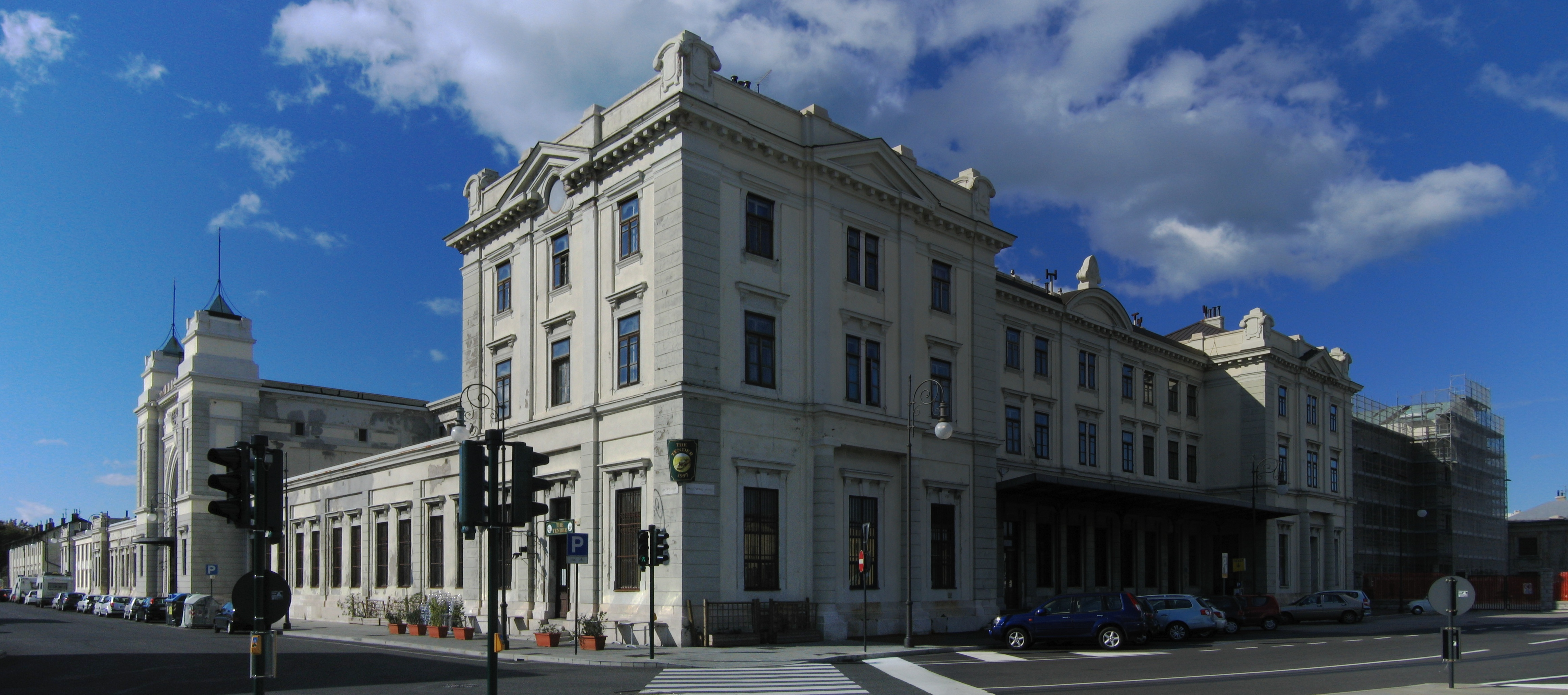
La Stazione di Trieste Campo Marzio, un tempo capolinea della linea ferroviaria e ora adibita a museo

La linea fu realizzata nell'ambito della costruzione della ferrovia Transalpina, un complesso di ferrovie costruite dalle Ferrovie imperiali dello stato austriaco (KKStB) allo scopo di costituire un collegamento alternativo al percorso della linea Meridionale, gestita dalla società privata Südbahn.
La costruzione della Transalpina fu approvata per legge il 6 giugno 1901 e i lavori furono avviati nelle settimane seguenti. La linea Jesenice-Trieste fu inaugurata alla presenza dell'erede al trono austroungarico Arciduca Francesco Ferdinando il 19 luglio 1906.
Durante il primo conflitto mondiale la linea subì gravi danni a causa della vicinanza del fronte, in particolare nella zona di Gorizia.
Come conseguenza dei trattati di trattato di Saint Germain (1919) e di Rapallo (1920), la linea fu divisa fra l'Italia e la Jugoslavia e il confine fu stabilito presso la galleria di Piedicolle. L'evento penalizzò la linea che in breve tempo perse importanza e vide declinare il traffico.
Dopo la seconda guerra mondiale e il Trattato di Parigi (1947) il valico di confine fu spostato presso Monrupino (in sloveno Repentabor). Finì quindi sotto il controllo jugoslavo il tronco tra Piedicolle e la stazione di Monrupino. Per garantire a Nova Gorica un collegamento ferroviario che fosse posto all'interno del territorio nazionale, le ferrovie jugoslave costruirono nel 1948 un breve tronco fra Sesana (Sezana), sulla ferrovia Meridionale, e Crepegliano (Kreplje), dove venne attrezzato un nuovo bivio ed una fermata per i viaggiatori. Nello stesso periodo, sul tratto italiano, tra la stazione di Trieste Campo Marzio, quella di Villa Opicina e Crepegliano, fu sospeso il servizio viaggiatori.
In seguito alla dichiarazione di indipendenza della Slovenia (1991), la sezione jugoslava della linea è passata interamente al nuovo Stato.
Nell'aprile 2014, il tratto italiano, compreso fra le stazioni di Trieste Campo Marzio e Villa Opicina, fu dichiarato inagibile a causa di alcuni cedimenti nelle gallerie. Il 25 giugno dello stesso anno, la presidente del porto di Trieste inviò a RFI una lettera in cui chiese il ripristino della linea, utile in caso di emergenza e a rispetto degli accordi firmati dall'Italia nel tenere sempre uno sbocco via ferro verso l'Europa.
Dopo anni di lavori, il 1º marzo 2020 la linea fu riattivata.

## Caratteristiche
| Unknown route-map component "exCONTg" |

| Unknown route-map component "exSTR~L" | Unknown route-map component "exSTR~R" + Unknown route-map component "STR+l" | Unknown route-map component "CONTfq" |

| Unknown route-map component "evÜWBr" | Unknown route-map component "d" |

| Unknown route-map component "cd" | Unknown route-map component "xv-SHI2g+r" | Unknown route-map component "+c" |

| Station on track |

| Unknown route-map component "d" | Unknown route-map component "v-SHI2gr" + Unknown route-map component "v-STRl" | Unknown route-map component "CONTf@Fq" |

| Unknown route-map component "cd" | Unknown route-map component "vSTRl-STRo" | Unknown route-map component "cSTRq" | Unknown route-map component "KINTeq" |

| Unknown route-map component "hKRZWae" |

| Stop on track |

| Unknown route-map component "SKRZ-Au" |

| Stop on track |

| Enter and exit tunnel |

| Stop on track |

|  | Unknown route-map component "eABZg+l" | Unknown route-map component "exKINTeq" |

| Station on track |

| Stop on track |

| Stop on track |

| Station on track |

| Unknown route-map component "tSTRa" |

| Unknown route-map component "exGRZq" | Unknown route-map component "exGRZq" + Unknown route-map component "tSTR" + Unknown route-map component "exlZOLL" | Unknown route-map component "exGRZq" |

| Unknown route-map component "tSTRe" |

| Station on track |

| Stop on track |

| Stop on track |

| Stop on track |

| Unknown route-map component "hKRZWae" |

| Station on track |

| Stop on track |

| Unknown route-map component "+cd" | Unknown route-map component "hKRZWae" | Unknown route-map component "cdWASSERq" | Unknown route-map component "WASSER+r" |

| Unknown route-map component "d" |  | Stop on track |  | Unknown route-map component "dWASSER" |

| Unknown route-map component "d" |  | Unknown route-map component "ABZg+l" | Unknown route-map component "KINTeq" | Unknown route-map component "dWASSER" |

| Unknown route-map component "d" |  | Station on track |  | Unknown route-map component "dWASSER" |

| Unknown route-map component "d" |  | Stop on track |  | Unknown route-map component "dWASSER" |

| Unknown route-map component "+cd" | Unknown route-map component "hKRZWae" | Unknown route-map component "cdWASSERq" | Water straight and to right |

| Stop on track |

| Unknown route-map component "exvKSTRa-" + Unknown route-map component "v-STR" + Unknown route-map component "lvBHF" | Unknown route-map component "d" |

| Unknown route-map component "evTUNNEL2" | Unknown route-map component "d" |

| Unknown route-map component "evÜSTr" | Unknown route-map component "d" |

| Unknown route-map component "dLCONTgq" | Unknown route-map component "exLSHI1rq" + Unknown route-map component "LSHI1lq" | Unknown route-map component "evÜSTxrq" | Unknown route-map component "xvSTRrg+rf-" + Unknown route-map component "v-HST" |  | Unknown route-map component "b" |

| Unknown route-map component "evÜSTxl" | Unknown route-map component "d" |

| Unknown route-map component "evSKRZ-Au" | Unknown route-map component "d" |

| Unknown route-map component "ev-SHI2g+r" + Unknown route-map component "lvBHF" | Unknown route-map component "d" |

| Stop on track |

| Unknown route-map component "d" | Unknown route-map component "evSHI2gl-" + Unknown route-map component "lvBHF" |

| Unknown route-map component "+d" | Unknown route-map component "cWASSERq" | Transverse water + Unknown route-map component "vBRÜCKE1-" + Unknown route-map component "exv-BRÜCKE1" | Unknown route-map component "cWASSERq" | Unknown route-map component "WASSER+r" |

| Unknown route-map component "+d" | Unknown route-map component "xvÜSTl" | Unknown route-map component "v-WASSER" |

| Unknown route-map component "+d" | Unknown route-map component "vSTR-STRl" | Unknown route-map component "dCONTfq" | Unknown route-map component "dWASSER" |

| Unknown route-map component "+d" | Stop on track | Unknown route-map component "d" | Water |

| Unknown route-map component "d" | Unknown route-map component "WASSER+l" | Small bridge over water | Unknown route-map component "dWASSERq" | Water straight and to right |

| Unknown route-map component "WASSERl" | Small bridge over water |  |

| Stop on track |

| Stop on track |

| Station on track |

| Stop on track |

| Stop on track |

| Stop on track |

| Unknown route-map component "bSHI2lxr" |

|  | Unknown route-map component "exdSTR" | Unknown route-map component "vSTR+lo-STR" | Unknown route-map component "CONTfq" |

|  | Unknown route-map component "exdSTR" | Unknown route-map component "v-SHI2g+r" | Unknown route-map component "ELCa" |

| Unknown route-map component "exTUNNEL1" | Station on track |

| Unknown route-map component "exdSTR" | Unknown route-map component "v-SHI2gr" |

| Unknown route-map component "KSTRe~L" + Unknown route-map component "lINT~L" + Unknown route-map component "exSTR" | Unknown route-map component "KSTRe~R" + Unknown route-map component "lINT~R" + Straight track |

| Unknown route-map component "exBST" | Straight track |

| Unknown route-map component "exSTR" | Unknown route-map component "GRZ3+1" + Restricted border on track |

| Unknown route-map component "GRZ3+1" + Unknown route-map component "KSTRxa" + Unknown route-map component "lGRENZE" | Straight track |

| Unknown route-map component "KSTRa~L" + Unknown route-map component "lINT~L" + Straight track | Unknown route-map component "KSTRa~R" + Unknown route-map component "lINT~R" + Straight track |

| Unknown route-map component "dTUNNEL1" | Unknown route-map component "vÜSTxr" |

| Unknown route-map component "dSTR" | Unknown route-map component "vÜSTl" |

| Unknown route-map component "ELCa" | Unknown route-map component "dSTR" | Unknown route-map component "vENDExe-STR" |  |

| Unknown route-map component "exSHI4c2" | Unknown route-map component "eKRZ3h+1ho" | Unknown route-map component "exSHI4c4" + Straight track |  |

| Unknown route-map component "exSTR~L" + Unknown route-map component "exlDST~L" | Unknown route-map component "bSHI2+lr" + Unknown route-map component "exSTR~R" + Unknown route-map component "exlDST~R" |  |

| Unknown route-map component "dCONTgq" | Unknown route-map component "xABZq+r" | Unknown route-map component "exABZglr" + Unknown route-map component "exlDST~L" | Unknown route-map component "exlDST~R" + Straight track |  |  | Unknown route-map component "d" |

| Straight track | Unknown route-map component "exSTR" | Station on track | Unknown route-map component "uexKHSTa" |  |

| 15+695 |
| 28+533 |

| Straight track | Unknown route-map component "exSTRl" | Unknown route-map component "eABZgr" | Unknown route-map component "uexHST" |  |

| Unknown route-map component "3STR2" | Unknown route-map component "-3STRq" | Unknown route-map component "3ABZg3" | Unknown route-map component "uexLKRWl" | Unknown route-map component "uexLKRW+r" |

|  |  | Unknown route-map component "tSTRa" |  | Unknown route-map component "uexLSTR" |

|  |  | Unknown route-map component "tSTRe" |  | Unknown route-map component "uexKLSTRe" + Unknown route-map component "uLKHSTa" |

|  |  | Unknown route-map component "hKRZWae" | Unknown route-map component "uLKRW+l" | Unknown route-map component "uLKRWr" |

|  | Enter and exit short tunnel | Planned waterway |

|  | Unknown route-map component "tSTRa@f" | Planned waterway |

| Unknown route-map component "uCONTgq" | Unknown route-map component "tSTR" + Urban transverse track | Unknown route-map component "uLSTRr" |

| Unknown route-map component "tSTRe" |

| Unknown route-map component "hKRZWae" |

| Unknown route-map component "eBHF" |

| Unknown route-map component "tSTRa" |

| Unknown route-map component "tSTRe" |

| Unknown route-map component "eBHF" |

|  | Unknown route-map component "STR~L" | Unknown route-map component "exSTRc2" + Unknown route-map component "STR~R" | Unknown route-map component "exCONT3" |

| Unknown route-map component "d" |  | Unknown route-map component "STR~L" | Unknown route-map component "exv-STR+1" + Unknown route-map component "STR~R" | Unknown route-map component "exSTRc4" + Unknown route-map component "STR+l" | Unknown route-map component "dCONTfq" |

|  | Unknown route-map component "STR~L" | Unknown route-map component "tSTRc2" + Unknown route-map component "exv-STR" + Unknown route-map component "STR~R" | Unknown route-map component "ABZgt3a" |

|  | Unknown route-map component "tSTRc2" + Unknown route-map component "tSTRa~L" | Unknown route-map component "tSTR3+1" + Unknown route-map component "exv-STR" + Unknown route-map component "tSTRa~R" | Unknown route-map component "tSTRc4" + Straight track |

|  | Unknown route-map component "tdCONTgq" | Unknown route-map component "tABZr+12" + Unknown route-map component "exSHI3c2" + Unknown route-map component "tSTRe@g~L" | Unknown route-map component "tSTRc34" + Unknown route-map component "exv-SHI3r" + Unknown route-map component "tSTRe@g~R" | Straight track | Unknown route-map component "d" |

|  | Unknown route-map component "tSTRc1" + Unknown route-map component "STR~L" | Unknown route-map component "tSTR2+4" + Unknown route-map component "STR~R" | Unknown route-map component "tSTRc3" + Straight track |

|  | Unknown route-map component "STR~L" | Unknown route-map component "tSTRc1" + Unknown route-map component "STR~R" | Unknown route-map component "ABZg+t4e" |

|  | Unknown route-map component "STR~L" | Unknown route-map component "STR~R" | Enter and exit short tunnel |

| Unknown route-map component "+d" | Unknown route-map component "bvSHI6r-~L" + Unknown route-map component "vSTR-" |

| Unknown route-map component "KDSTxe" |

| Unknown route-map component "exCONTgq" | Unknown route-map component "exABZgr" |  |

| Unknown route-map component "exKBHFe" |

La linea è a scartamento ordinario da 1435 mm, lunga 144 chilometri a binario semplice e a trazione termica, tranne nella tratta italiana da Trieste Campo Marzio a Villa Opicina dove è presente l'elettrificazione. Elettrificazione estesa fino a Sesana, sul nuovo tracciato, sfruttando l'elettrificazione della ferrovia Meridionale.
La galleria di Piedicolle, lunga 6.339 m, venne realizzata a doppio binario, ma fu danneggiata alla fine del secondo conflitto mondiale. Fu ripristinata con lunghezza leggermente inferiore (6.327 m) e a semplice binario pur mantenendo la sagoma per il doppio: nel lato nord, lungo la traccia del secondo binario, è stato ricavato un canale per il drenaggio delle acque che allagano il tunnel in occasione del disgelo o di forti precipitazioni. L'afflusso dell'acqua può essere così elevato da coprire completamente il binario, bloccando anche la circolazione.

### Percorso

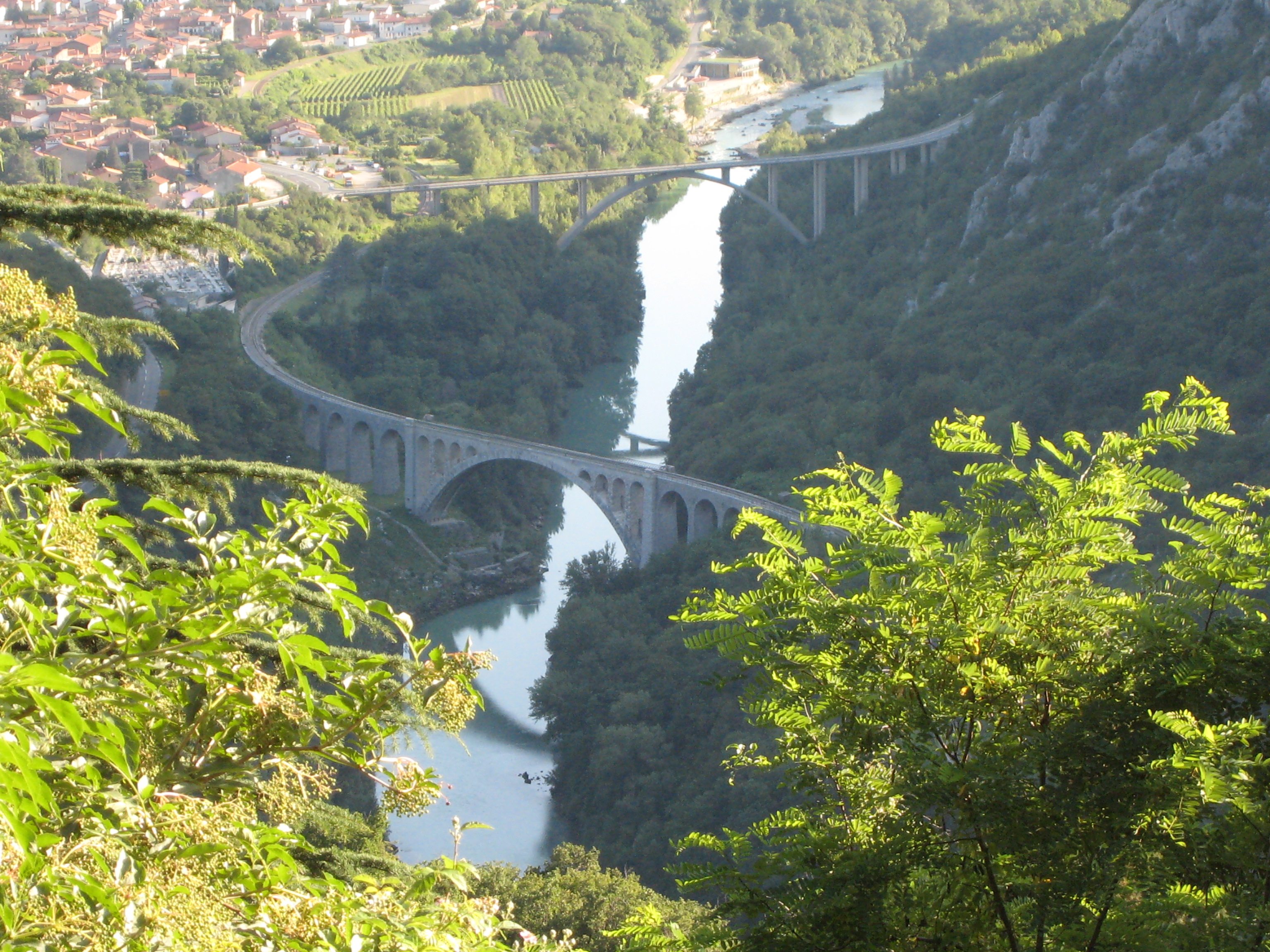
Il ponte di Salcano sul fiume Isonzo

La linea origina dalla stazione di Trieste Campo Marzio, già Trieste Sant'Andrea, e, dopo un percorso in salita del 25 - 27 per mille, passando per le stazioni di Rozzol e Guardiella (dalla quale da quest ultima partiva una piccola decauville per la soprastante cava Faccanoni), raggiunge la stazione di Villa Opicina (Opčine, in sloveno). Dopo quest'impianto, il tracciato originario della linea sovrappassa il vecchio tracciato della ferrovia Meridionale, per poi dirigersi verso Monrupino (Repentabor) e San Daniele del Carso (Štanjel).
Con l'unificazione del valico di frontiera, effettuato negli anni sessanta dalle Ferrovie dello Stato, la stazione di Villa Opicina è raggiunta anche dai nuovi binari della ferrovia Meridionale, che precedentemente transitavano per Opicina Campagna. Da allora un nuovo itinerario è disponibile, sfruttando i nuovi binari e la variante interna al proprio territorio che, dal 1948, le ferrovie Jugoslave avevano costruito da Sesana (Sežana) a Duttogliano (Dutovlje), evitando la stazione di Monrupino. Il tracciato originario (via Monrupino) è ancora attivo ma impiegato solo in rare occasioni.
Da San Daniele del Carso, la linea ridiscende in forte pendenza al 27 per mille la Valle del Vipacco (Vipavska dolina), raggiungendo la stazione di Nova Gorica dotata fin dall'origine di uno scalo merci e un deposito locomotive. Successivamente la linea risale l'Isonzo (Soča), superandolo mediante il ponte di Salcano (Solkanski most) ed incominciando una lieve ascesa, raggiungendo una pendenza massima del 9 per mille, in direzione Tolmino (Tolmin) e Santa Lucia (Most na Soči). Si addentra successivamente nella valle della Baccia (Baška grapa), con un percorso in forte ascesa con pendenze del 25 - 26 per mille, fino a incontrare la galleria di Piedicolle (Podbrdo) - denominata Wochein, in tedesco, e Bohinj, in sloveno - con la quale viene valicato lo spartiacque alpino.
All'uscita in direzione nord del traforo si incontra la stazione di Bohinjska Bistrica (Woicheiner Feistritz in tedesco). Da qui inizia una lieve discesa con successiva salita verso Bled (Veldes in tedesco) e il culmine di Dobrava (Vintgar) dal quale inizia la discesa per giungere a Jesenice (Assling). Presso questa città, la linea incrocia la ferrovia rudolfiana Tarvisio - Lubiana, aperta all'esercizio da Jesenice solo in direzione della capitale slovena, e la linea delle Caravanche, facente parte anch'essa del complesso della ferrovia Transalpina, che valica l'omonima catena montuosa con un traforo.

## Traffico
Sono presenti regolari servizi passeggeri e merci tra Sesana, Nova Gorica e Jesenice, svolti dalle ferrovie slovene. Inoltre, tra Nova Gorica/Most na Soči, Podbrdo e Bohinjska Bistrica è attivo un servizio di trasporto auto al seguito.